# Pleasantville (Trinidad y Tobago)
Pleasantville es una localidad de Trinidad y Tobago, que forma parte de la ciudad de San Fernando.

## Geografía
La localidad abarca parte de la isla Trinidad y limita al norte con Mon Repos y Cocoyea Village, al sur con Victoria Village, al este con Corinth (localidad perteneciente a la región de Princes Town) y al oeste con Navet Village y Les Efforts East.

## Demografía
Datos demográficos de la localidad de Pleasantville:
| Gráfica de evolución demográfica de Pleasantville entre 2000 y 2011 |
|                                                                     |